# Teeriniemi
Teeriniemi est un quartier du district d'Huutoniemi à quatre kilomètres du centre de  Vaasa en Finlande.

## Présentation
Teeriniemi est un quartier résidentiel construit à la fin des années 1970, avec des maisons individuelles, des maisons mitoyennes et des immeubles résidentiels. 
Teeriniemi a une salle de gymnastique construite dans un abri anti-aérien. 
En 2013, la Teeriniemi comptait 1 926 habitants.